# Gornewitz
Gornewitz ist ein Dorf im Landkreis Leipzig in Sachsen. Politisch gehört der Ort seit Anfang 2011 zu Grimma. Er liegt an der Kreisstraße 8324 zwischen Fremdiswalde und Nerchau.
Urkundlich wurde Gornewitz 1417 das erste Mal als „Garnewitz“ genannt. Weitere Nennungen waren:
- 1421: Gornewicz
- 1529: Gornewitz

## Entwicklung der Einwohnerzahl
| Jahr    | Einwohner                                         |
| ------- | ------------------------------------------------- |
| 1548/51 | 04 besessene Mann, 1 Gärtner, 6 Inwohner, 6 Hufen |
| 1764    | 04 besessene Mann, 4 Gärtner, 7 Häusler, 6 Hufen  |
| 1834    | 90                                                |

| Jahr | Einwohner |
| ---- | --------- |
| 1871 | 088       |
| 1890 | 106       |
| 1910 | 098       |

| Jahr | Einwohner |
| ---- | --------- |
| 1925 | 121       |
| 1939 | 132       |
| 1946 | 163       |